# Louise Adelborg

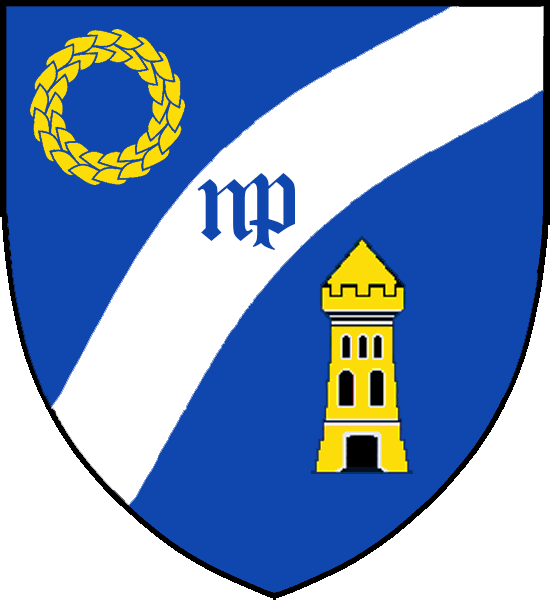
Vapensköld för svenska adelsätten Adelborg.

Louise Nathalie Adelborg, född 2 juli 1885 i Ludgo församling, död 9 september 1971 i Hedvig Eleonora församling i Stockholm, var en svensk formgivare och textilkonstnär.

## Biografi
Louise Adelborg var dotter till kaptenen Otto E. Adelborg och friherrinnan Jacquette De Geer och växte upp på Östermalma gård i Ludgo socken i Södermanland. Hon var syster till Gustaf-Otto Adelborg och Fredrik Adelborg samt kusinbarn till Gertrud, Ottilia och Maria Adelborg. Hon var vidare sondotter till Bror Jacob Adelborg och sonsondotter till Per Otto Adelborg. 
Louise Adelborg utbildade sig vid Tekniska skolan för kvinnliga lärjungar 1903–1906 och vid Högre konstindustriella skolan 1906–1909 med speciell inriktning på mönsterritning och under studieresor till Italien och Frankrike och debuterade 1916 med keramik och broderier på Gummesons galleri i Stockholm. Hon knöts samma år som frilansformgivare för dekor vid Rörstrands porslinsfabrik och som anställd från 1926 arbetade hon för Rörstrand till 1957 . I slutet av 1920-talet skapade hon nyttoporslin, bland annat Nationalservisen i fältspat med ett basmönster av veteax i relief och Adelborg i flintporslin, vilka presenterades vid Stockholmsutställningen 1930. Nationalservisen tillverkas fortfarande under namnet Swedish Grace, och har under åren också sålts med dekor under andra namn, till exempel Blå vinge, Diplomat och Gyllenax. Hon ritade också mönster för tyger från Almedahl-Dalsjöfors.
Hennes stora intresse låg i broderi och hon skapade över åren ett antal textilier med religiösa motiv för kyrkliga ändamål, bland annat ett antependium för Riddarholmskyrkan. Adelborg finns representerad vid Nationalmuseum i Stockholm. Hon är begravd på Norra begravningsplatsen utanför Stockholm.

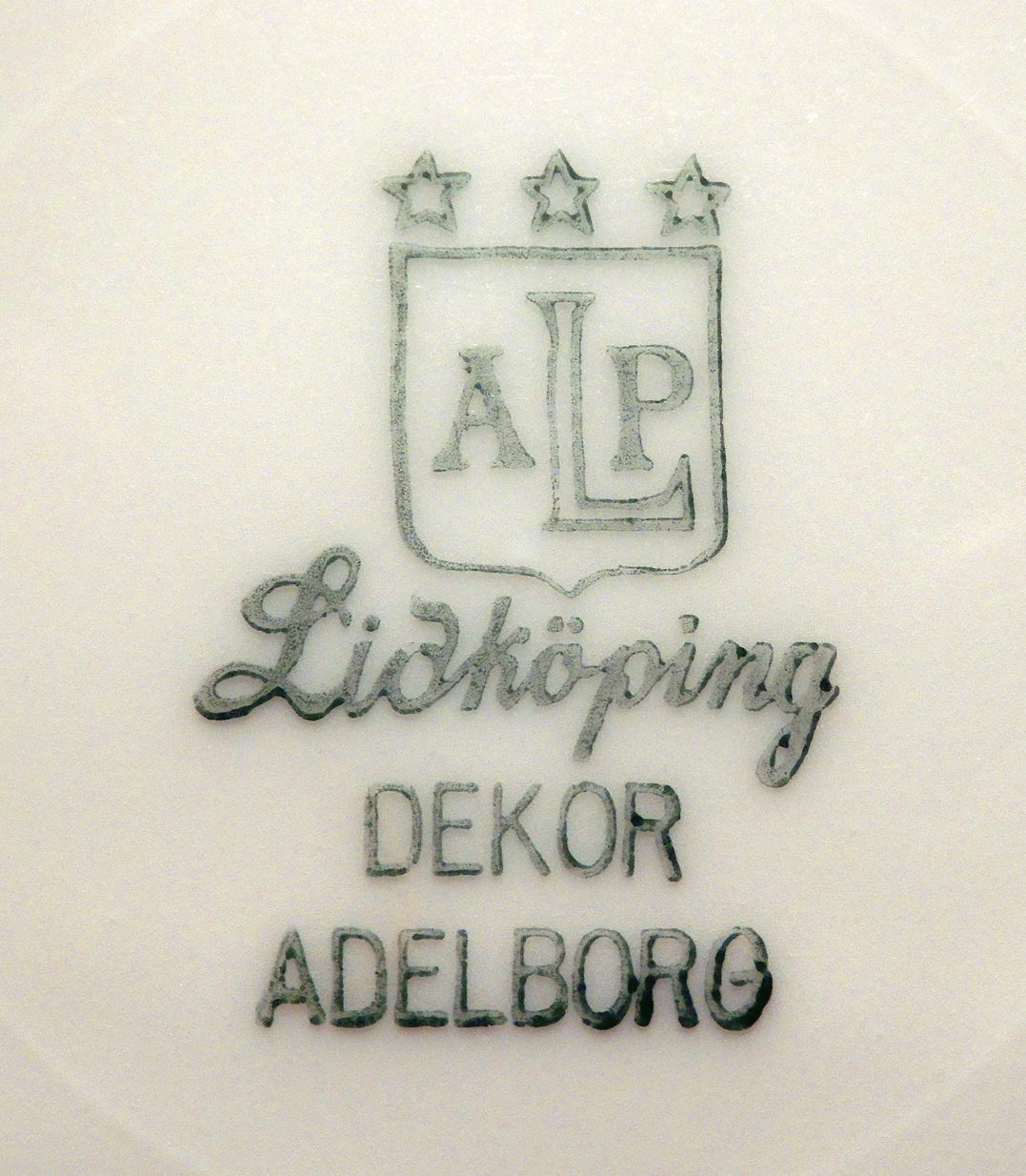
Undersidan av en assiett från (ALP) AB Lidköpings Porslinsfabrik med dekor av Louise Adelborg.